# Daniel Pinkham
Daniel Rogers Pinkham Jr. (5 Juni 1923 i Lynn, Massachusetts, USA – 18 December 2006 i Natick, Massachusetts, USA) var en amerikansk komponist, og pianist. 
Han har skrevet 6 symfonier og en del orkestermusik, og mange sange. Han skrev bl.a. værket Make Way for Ducklings i 2003, til Boston Landmarks Orchestra.
Pinkham spillede også cembalo.

## Udvalgte værker
- Symfoni "Ofring" (1957) - for kor og orkester
- Symfoni nr. 1 (1961) - for orkester
- Symfoni nr. 2 (1963) - for orkester
- "Hyrdens Symfoni" (1974) - for orgel, instrumental ensemble og bånd
- Symfoni nr. 3 (1985) - for orgel og orkester
- Symfoni nr. 4 (1990) - for orkester
- Make way for Ducklings (2003) - for orkester
- 3 koncerter (19?, 1995, 1997) - for orgel og orkester
- "Vejr reporter" (1999) - for orkester